# Francis Thomé

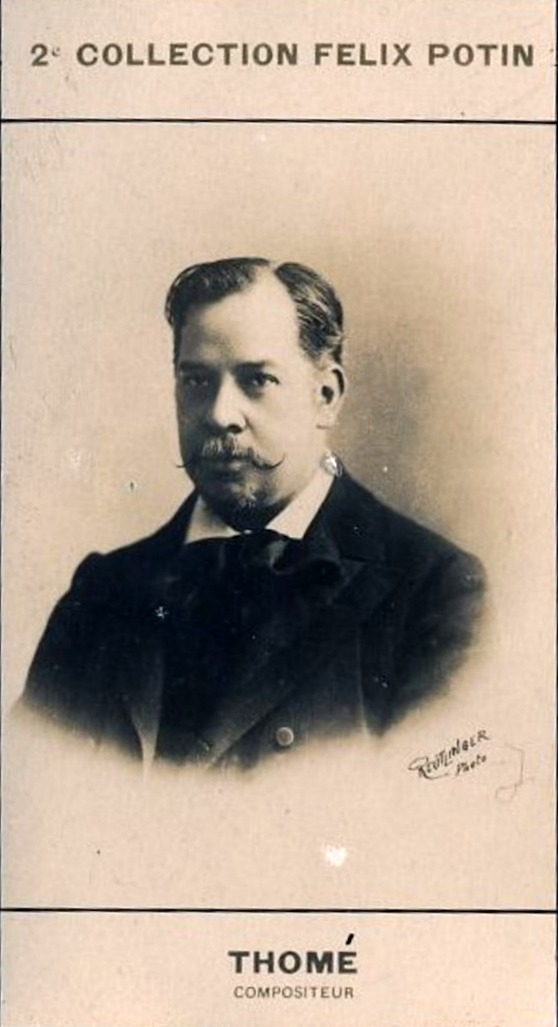
Francis Thomé

François (Francis) Luc Joseph Thomé (Port Louis, Mauritius, 18 oktober 1850 – Parijs, 16 november 1909) is een Mauritiaanse componist en pianist.

## Levensloop
Thomé studeerde aan het Conservatoire national supérieur de musique in Parijs onder andere piano bij Antoine François Marmontel (1816-1898), harmonie bij Jules Laurent Duprato (1827-1892), en compositie bij Charles Louis Ambroise Thomas (1811-1896). In 1870 behaalde hij een eerste prijs voor contrapunt en fuga.
In de salons van het fin du siècle in het Parijs van de 19e eeuw was hij thuis en had met zijn werken groot succes. Maar hij schreef ook toneelwerken en werken voor orkest en harmonieorkest, die heel populair waren.

## Composities

### Werken voor orkest
- Légende, voor harp en orkest, op. 122

### Werken voor harmonieorkest
- Andante religioso, op. 70
- Au Printemps, wals
- Claire de lune romance
- L'Extase, romance
- Marche militaire
- Simple aveu, morceau de salon, op. 25
- Sur le Lido, barcarole

### Toneelwerken

#### Opera's
| Voltooid in | titel                     | aktes | première                                   | libretto |
| 1877        | Martin et Frontin         |       | augustus 1877, Eaux-Bonnes Casino, Parijs  |          |
| 1892        | Le Caprice de la reine    |       | april 1892, Cannes                         |          |
| 1893        | Vieil air, jeune chanson  |       | 13 december 1893, Galerie Vivienne, Parijs |          |
| 1896        | Le Château de Koenigsberg |       | 22 april 1896, OC, Parijs                  |          |
| 1900        | Le Chaperon rouge         |       | 7 april 1900 Od, Parijs                    |          |

#### Operettes
- 1886 Baron Fric
- Le Roman d'Arlequin
- Venus et Adonis

#### Balletten
- 1898 La Bulle d’amour, 2 aktes - libretto: Georges Feydeau - première: 11 mei 1898, Théâtre Marigny, Parijs
- 'La Nayade'

### Vocale muziek
- Sonnet d'amour, voor sopraan en piano - tekst: A. de Saineville

### Kamermuziek
- 1902 Fantaisie en si bémol, voor Cornet à pistons en orgel
- Sous la feuillée, voor altviool en twee piano's

### Werken voor piano
- Simple aveu, romance, op. 25
- Sous la feuilée, op. 29
- La sirène, op. 36/2
- Fête champêtre, op. 38
- Menuet, op. 58
- Barcarolle, op. 64
- Andante religioso, op. 70
- Papillons.

### Werken voor klavecimbel
- Rigodon

## Publicaties
- Le Théâtre. N° 79, avril 1902, Contient entre autres : La Quinzaine Théâtrale, par Félix Duquesnel. Théâtre National de L'Odéon, Centenaire de Victor Hugo : L'Épée, Drame en cinq scènes, de Victor Hugo, Musique de M. Francis Thomé, par Adolphe Aderer. Théâtre de la Gaité, Le Billet de Joséphine, Opéra-Comique en trois actes et quatre tableaux, paroles de MM. G. Feydeau et J. Méry, Musique de A. Kaiser., Manzi, Joyant & Cie, 1902. 24 pp.

- Biblioteca Nacional de España: XX1429430
- Bibliothèque nationale de France: cb148135472 (data)
- CiNii: DA12067144
- Gemeinsame Normdatei: 13501378X
- International Standard Name Identifier: 0000 0000 8357 5950
- Library of Congress Control Number: n88093124
- Nationale Bibliotheek van Letland: 000044504
- Base Léonore: LH//2601/39
- MusicBrainz: 5ababb07-c8b2-4db7-9583-0db2826cef96
- Nationale Bibliotheek van Tsjechië: mzk2010602160
- Nationale Bibliotheek van Israël: 987007286043805171
- Nederlandse Thesaurus van Auteursnamen: 102323208
- SNAC: w6xp80vb
- Système universitaire de documentation: 080734472
- Trove: 1171615
- Virtual International Authority File: 12493043
- WorldCat: E39PCjtVqhVfrxxyXpGh7HvwVK